# Siquijor (ville)
Siquijor est une ville de 4e classe, capitale de la province du même nom aux Philippines.
Selon le recensement de 2010 elle est peuplée de 25 231 habitants.

## Barangays
Siquijor est divisée en 42 barangays :

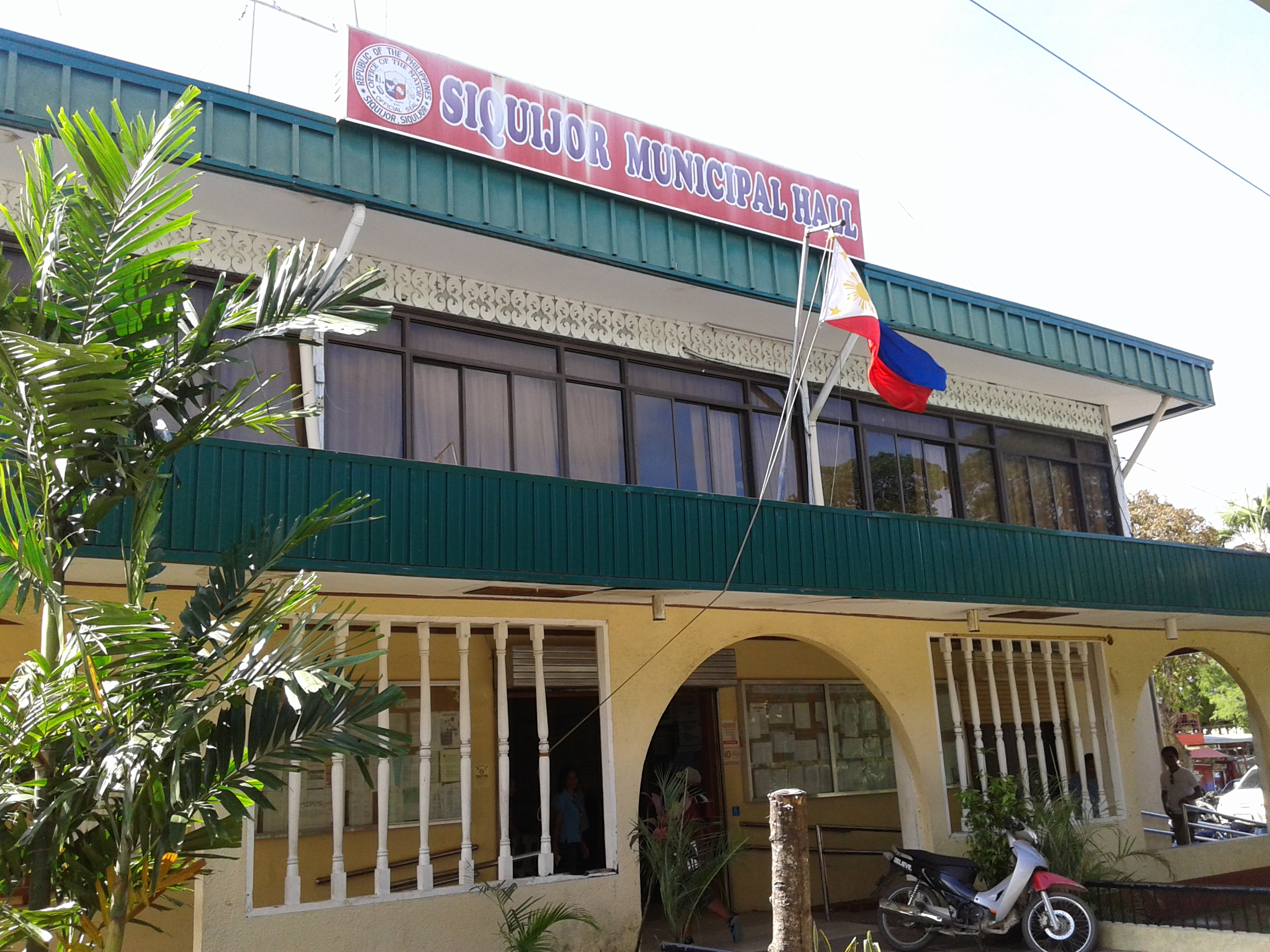
Mairie de Siquijor

- Banban
- Bolos
- Caipilan
- Caitican
- Calalinan
- Cang-atuyom
- Canal
- Candanay du Nord
- Candanay du Sud
- Cang-adieng
- Cang-agong
- Cang-alwang
- Cang-asa
- Cang-inte
- Cang-isad
- Canghunohunog
- Cangmatnog
- Cangmohao
- Cantabon
- Caticugan
- Dumanhog
- Ibabao
- Lambojon
- Luyang
- Luzong
- Olo
- Pangi
- Panlautan
- Pasihagon
- Pili
- Poblacion
- Polangyuta
- Ponong
- Sabang
- San Antonio
- Songculan
- Tacdog
- Tacloban
- Tambisan
- Tebjong
- Tinago
- Tongo

## Démographie
| Année | Habitants | Évolution |
| ----- | --------- | --------- |
| 1995  | 19 960    | -         |
| 2000  | 21 166    | 7,53 %    |
| 2007  | 23 673    | 11,63 %   |
| 2010  | 25 231    | 8,88 %    |